# Collegiata della Natività di Maria Vergine
La Collegiata della natività di Maria Vergine è la parrocchiale di Arona, in provincia e diocesi di Novara; fa parte dell'unità pastorale di Arona.

## Storia
Sul luogo dell'edificazione della "Chiesa Nuova" era preesisnte una "Chiesa Antica di Santa Maria" risalente all'XI secolo e localizzata nella parte più posteriore del nuovo edificio in aderenza alla già esistente torre campanaria. 
La data precisa dell'edificazione del nuovo edificio non è certa ma la prima testimonianza documentale dell'esistenza della "chiesa nuova" proviene da un manoscritto risalente al 24 dicembre 1467 redatto dall'Abbazia dei Santi Gratiniano e Felino e conservato presso l'Archivio di Stato di Torino in cui un gruppo di famiglie è chiamato ad indicare il cappellano della cappellania di San Giovanni Battista "restaurata presso la Chiesa Nuova di S. Maria nel borgo di Arona".
Un'altra conferma proviene da un documento dell'anno successivo (1468), un atto notarile dell'inventario dei beni immobiliari dell'Abbazia nel quale viene citato il diritto di passaggio dalpresbiterio della "Chiesa Nuova" su alcuni terreni dell'abbazia situati tra la chiesa nuova e la chiesa di Santa Maria che probabilmente all'epoca era ancora presente e si sperava di mantenere. 
La costruzione del nuovo edificio fu fortemente voluta dalla popolazione aronese che ne finanziò la realizzazione, in un contratto d'appalto risalente al 1488 che riguarda la fornitura di opere e di materiali per la realizzazione di tre cappelle nella Chiesa Nuova vengono menzionati i contraenti, da un lato tale Cristoforo da Cassano, ingegnere e muratore, dall'altro tre aronesi che a quel tempo avevano funzione di sindaci ed esattori e che di fatto agivano a titolo volontaristico come fabbricieri dell'edificio su incarico della popolazione e con il placet della signoria Borromeo.
Nello stesso periodo dell'edificazione della chiesa nuova l'abbazia stava procedendo alla ricostruzione della Chiesa dei Santi Martiri situata a pochissimi metri di distanza. Si instaurò una sorta di competizione con il cantiere degli abati che portò gli aronesi a sollecitare la consacrazione della Chiesa prima della conclusione dei lavori in modo da ottenerne il riconoscimento ufficiale come chiesa cittadina svincolata dai Santi Martiri liberandosi dalla soggezione all'abbazia. La consacrazione avvenne il 12 marzo 1488.
Purtroppo non è possibile risalire al disegno architettonico originale e neppure al progettista della nuova costruzione. Si suppone però che il giorno della consacrazione la Chiesa Nuova fosse ancora incompleta nelle strutture murarie, questo è confermato dalle "ordinazioni" dettate da Carlo Borromeo in seguito ad una visita pastorale del 1567 dalle quali si evince che l'edificazione non era ancora del tutto terminata.
All'epoca della consacrazione la facciata era in sasso calcareo della rocca, lo stesso materiale con cui è stata fatta la facciata odierna, ma era priva delle aperture laterali. Era già presenta la composizione scultorea della natività posizionata sopra il portale fregiato dagli stemmi dei Borromeo. L'interno era senza decorazioni e arredi, le tre cappelle laterali non erano costruite mentre la Cappella Maggiore, senza coro e senza abside, era chiusa da un muro all'altezza del secondo arco e ai lati, mentre al centro sorgeva l'altare maggiore. 
Nell'atto di consacrazione la chiesa viene menzionata come "nuova chiesa della Beata Vergine del borgo di Arona, della diocesi di Milano", l'intitolazione completa risale al 1608 quando venne aggiunto "della Natività" su espressa richiesta di Federico Borromeo che nel 1607 chiese anche a papa Paolo V di elevare la chiesa al rango di Collegiata.
Federico Borromeo provò particolare affetto per questa chiesa, tanto da finanziare con mezzi proprie numerose migliorie, ampliamenti delle finestre, rinnovo del dell'organo e decorazioni degli interni con stucchi e affreschi, sua la donazione di un ciclo di tele del Morazzone tuttora presenti. Nel 1610 dona alla Collegiata mitra palio e bastone pastorale di Carlo Borromeo.
All'età barocca risale la cella campanaria costruita per volontà dell’arciprete Carlo Litta nel 1662 sopraelevando l'antico campanile romanico.
Tra il 1856 e il 1910 vennero apportate una serie di modifiche come la costruzione del coro, il restauro del presbiterio, venne aperto il grande oculo sulla facciata e le finestre furono portate a sesto acuto. Tutto l’apparato decorativo venne rifatto seguendo il gusto neoromanico.
La chiesa infine mantenne la pianta basilicale con uno stile ibrido tra neogotico e neobizantino ed un rivestimento delle parenti in finto marmo.

## Interno
L’interno è a tre navate con archi sostenuti da pilastri ottagonali con capitelli. 
Le volte sono a crociera e tutta la decorazione interna risale alla seconda metà dell’Ottocento. 
La navata centrale termina con il presbiterio ed il coro.
In ciascuna delle navate laterali si aprono due cappelle e sempre due cappelle concludono, sul fondo, le navate stesse. 
Tra le opere d'arte presenti all'interno della chiesa spicca il Polittico della Natività, capolavoro del rinascimento piemontese di Gaudenzio Ferrari. Commissionato nel 1510, il polittico, composto da sei pannelli e tre piccoli riquadri alla base, venne inizialmente posto sull'altare maggiore, nel 1813, in occasione di un restauro dell'edificio, venne spostato all'interno della cappella degli Innocenti. 
Le navate laterali e le cappelle sono decorate da un ciclo di tele mariane del Morazzone commissionate da Federico Borromeo, dello stesso autore anche alcuni affreschi nel presbiterio ormai scomparsi. Il Borromeo donò alla chiesa anche un dipinto dell'Immacolata opera di Carlo Francesco Nuvolone.